# Елијак
Елијак (фр. Eyliac) насеље је и општина у југозападној Француској у региону Аквитанија, у департману Дордоња која припада префектури Периже.
По подацима из 2011. године у општини је живело 750 становника, а густина насељености је износила 32,98 становника/km². Општина се простире на површини од 22,74 km². Налази се на средњој надморској висини од 144 метара (максималној 251 m, а минималној 92 m).

## Демографија
| 1962. | 1968. | 1975. | 1982. | 1990. | 1999. | 2011. |
| ----- | ----- | ----- | ----- | ----- | ----- | ----- |
| 397   | 448   | 384   | 431   | 619   | 640   | 750   |

График промене броја становника у току последњих година